# Hippolyte Prévost
Pour les articles homonymes, voir Prévost.

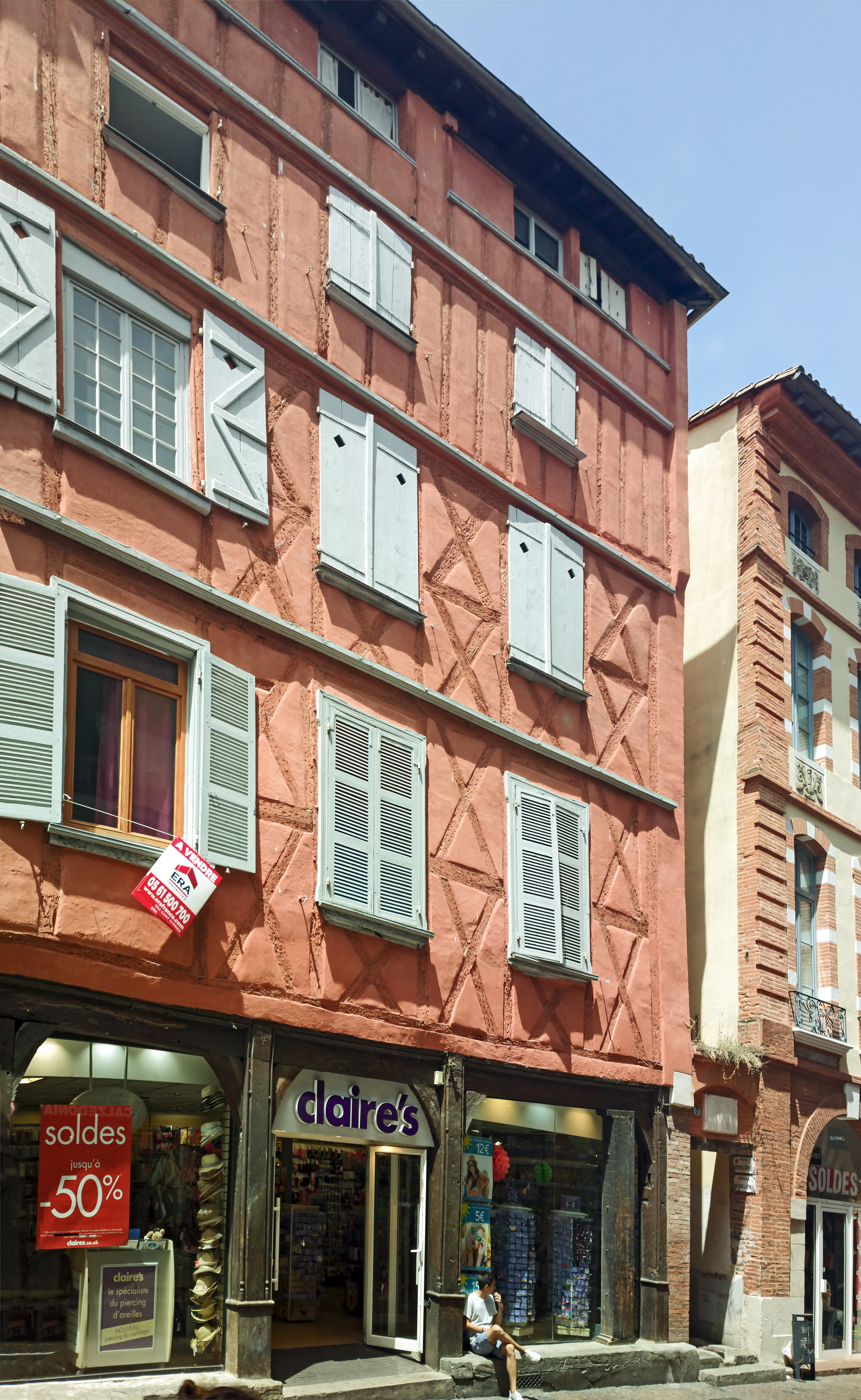
Sa maison natale à Toulouse

Hippolyte Prévost, né le 5 février 1808 à Toulouse et mort le 16 février 1873 à Paris, est l'auteur d'une méthode de sténographie.

## Biographie
Hippolyte Prévost est né à Toulouse le 5 février 1808. Une plaque rappelle son lieu de naissance au numéro 7 de la rue Saint-Rome.
À 17 ans, il apprend le système d'écriture abrégée de Bertin en Sorbonne. À partir de 1830, il travaille comme secrétaire rédacteur au Messager des Chambres et au Moniteur universel, en tant que chef du service dans les processus oraux. Il devient par la suite chef du service des procès-verbaux et de sténographie au Sénat. Il joue un rôle déterminant dans l'organisation des services du compte-rendu intégral des débats.
Son œuvre, le Nouveau Manuel Complet Sténographie ou Art de continuer le mot à écrire, publiée en 1828, reste très proche de Bertin.
Les modifications successives qu'il a introduites dans le système sont le fruit de sa pratique professionnelle mais il n'a, en réalité, jamais été complètement satisfait des résultats. Dans son autobiographie, il avoue que s'il avait créé un autre système, il serait plus méthodique et que l'œuvre serait plus symétrique. Il travaillerait « avec la liberté d'un architecte qui construit un nouveau bâtiment ».
La septième édition de son traité est publiée en 1867. Sa méthode, désormais plus complète et raisonnée, tend à une approche plus pédagogique. Il la complète au moyen de superpositions, de renforcements et d'incompatibilités. Le plus remarquable de son apport est le tableau d'arrêts simples, composés et divers.
Il meurt à Paris le 16 février 1873. Il fut le professeur et l'ami d'Albert Delaunay, qui améliora encore le système par la suite.